# Paolo Banchero
Paolo Napoleon James Banchero (Seattle, 12 de novembro de 2002) é um jogador ítalo-americano de basquete profissional que atualmente joga no Orlando Magic da National Basketball Association (NBA).
Ele jogou basquete universitário pelo Duke Blue Devils e foi selecionado pelo Magic como a primeira escolha geral do draft da NBA de 2022. Ele ganhou o Prêmio de Novato do Ano da NBA em 2023.
Banchero é descendente de afro-americanos por parte de mãe e descendente de italianos por parte de pai. Em fevereiro de 2020, ele recebeu a cidadania italiana.

## Primeiros anos
Na infância, Banchero jogou basquete e futebol americano e participou do atletismo. Na sétima série, ele cresceu de 1,85 m para 1,96 m. Ele foi classificado entre os 50 melhores alunos da oitava série nacionalmente no basquete e no futebol americano.

## Carreira no ensino médio

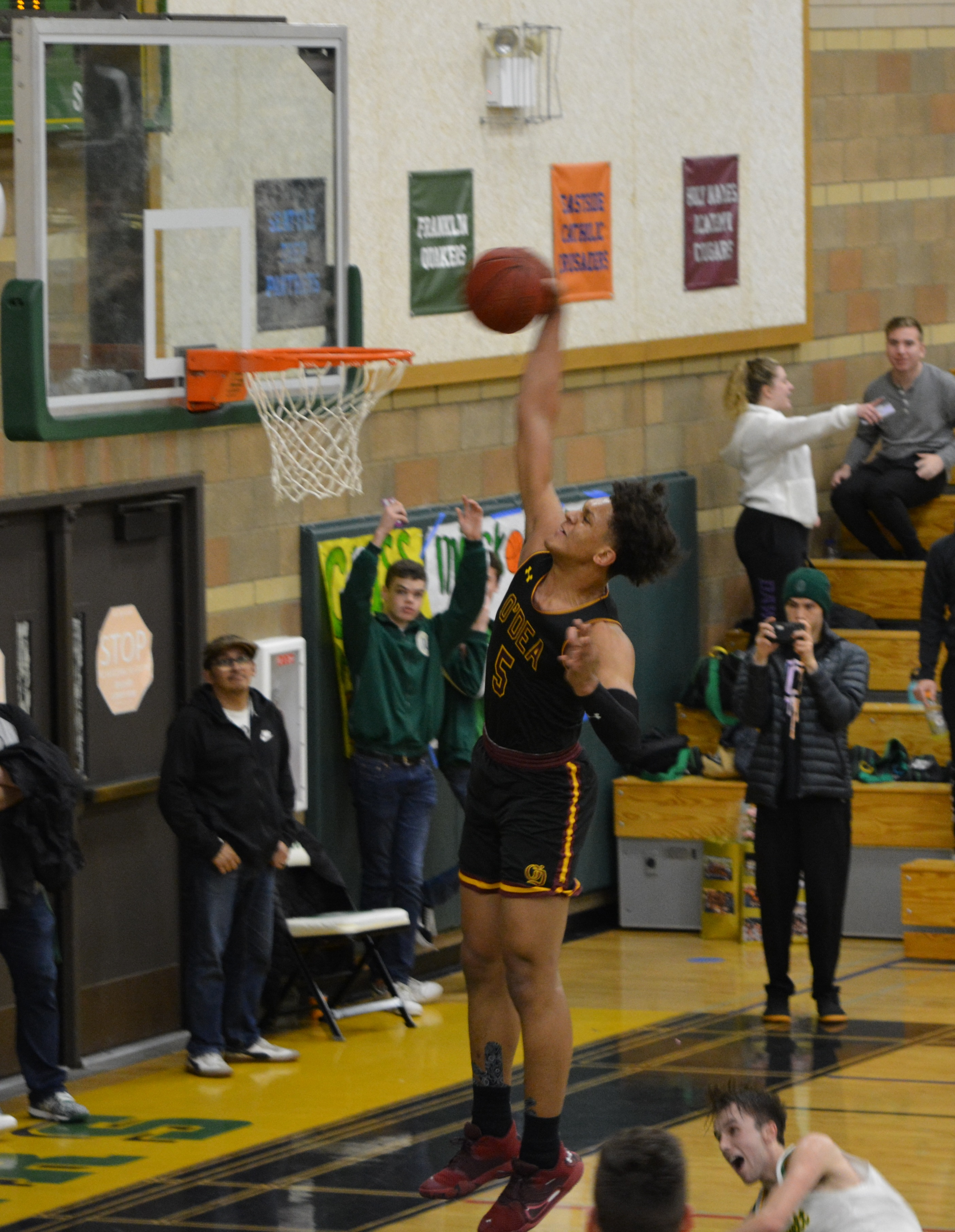
Banchero jogando pela O'Dea High School em 2020.

Em seu primeiro ano na O'Dea High School em Seattle, Banchero jogou basquete e futebol americano, como quarterback reserva do time campeão estadual. Como calouro no time de basquete, ele teve médias de 14,1 pontos e 10,2 rebotes. Em sua segunda temporada, Banchero teve médias de 18,2 pontos, 10,3 rebotes e 4,3 assistências, levando O'Dea ao título estadual sendo eleito o MVP.
Em seu terceiro ano, ele teve médias de 22,6 pontos, 11 rebotes, 3,7 assistências e 1,6 bloqueios sendo vice-campeão do Campeonato Estadual. Nesse ano, ele foi selecionado o  Jogador do Ano de Washington e o Melhor Terceiranista do pais pela MaxPreps.

### Recrutamento
Banchero foi um recruta consensual de cinco estrelas e um dos melhores jogadores da classe de 2021. Em 20 de agosto de 2020, Banchero se comprometeu a jogar basquete universitário pelo Duke Blue Devils.
| Nome | Cidade Natal                                         | High school / College | Altura             | Peso            | Data                 |
| --- | ---------------------------------------------------- | --------------------- | ------------------ | --------------- | -------------------- |
| Paolo Banchero PF | Seattle, WA                                          | O'Dea (WA)            | 6 ft 9 in (2.06 m) | 235 lb (107 kg) | 20 de agosto de 2020 |
| Paolo Banchero PF | Ratings: Rivals: 247Sports: ESPN: ESPN grade: 97/100 |                       |                    |                 |                      |
| Rankings: Rivals: 2º \| 247Sports: 2º \| ESPN: 3º |                                                      |                       |                    |                 |                      |
| - Nota: Em muitos casos, Scout, Rivals, 247Sports e ESPN podem entrar em conflito em suas listas de altura e peso, nestes casos, a média foi obtida. As notas da ESPN estão em uma escala de 100 pontos. - Fonte: |                                                      |                       |                    |                 |                      |

## Carreira universitária
Em sua estreia na universidade, uma vitória por 79-71 contra Kentucky, Banchero marcou 22 pontos. Em 15 de novembro, Banchero ganhou seu primeiro prêmio de Calouro da Semana da Atlantic Coast Conference (ACC). Em 23 de novembro de 2021, Banchero registrou 28 pontos e 8 rebotes na vitória por 107–81 contra Citadel. Ele foi nomeado para a Primeira-Equipe da ACC e ganhou o Prêmio de Novato do Ano da ACC. Durante o Torneio da NCAA de 2022, Banchero teve um bom desempenho, inclusive marcando 22 pontos contra Texas Tech. Como calouro, ele teve médias de 17,2 pontos, 7,8 rebotes e 3,2 assistências.
Em 20 de abril de 2022, Banchero se declarou para o draft da NBA de 2022, abrindo mão de sua elegibilidade universitária restante.

## Carreira profissional

### Orlando Magic (2022–Presente)

#### 2022–2023: Novato do Ano
Banchero foi selecionado pelo Orlando Magic como a primeira escolha geral no draft da NBA de 2022. Na época do draft, essa foi uma seleção surpreendente, já que o Magic originalmente planejava escolher Jabari Smith Jr. com sua escolha. Em 19 de outubro, ele fez sua estreia na NBA e registrou 27 pontos, nove rebotes, cinco assistências e dois bloqueios na derrota por 113-109 para o Detroit Pistons. Banchero também se tornou o primeiro jogador desde LeBron James a marcar pelo menos 25 pontos, cinco rebotes e cinco assistências em uma estreia na NBA.
Em 5 de novembro, Banchero somou 33 pontos e 16 rebotes na derrota por 126–123 para o Sacramento Kings. Ele também se tornou o segundo jogador mais jovem na história da NBA a marcar pelo menos 30 pontos e 15 rebotes em um jogo, juntando-se a LeBron James.
Em 25 de abril de 2023, Banchero foi eleito o Novato do Ano da temporada de 2022-23.

#### 2023–2024: All-Star e playoffs
Em 2 de novembro de 2023, Banchero marcou 30 pontos, incluindo uma bandeja que garantiu a vitória por 115-113 sobre o Utah Jazz. Em 4 de novembro, Banchero registrou um duplo-duplo com 25 pontos e 10 assistências, além de sete rebotes, liderando o Magic a uma vitória por 120-101 sobre o Los Angeles Lakers. Em 15 de novembro, ele marcou 17 pontos, nove rebotes e fez a cesta da vitória em uma vitória por 96-94 sobre o Chicago Bulls. Em 6 de dezembro, Banchero marcou 42 pontos em uma derrota por 121-111 para o Cleveland Cavaliers. Em 3 de janeiro de 2024, Banchero marcou um recorde da carreira de 43 pontos em uma derrota por 138-135 em dupla prorrogação contra o Sacramento Kings. Em 6 de janeiro, ele registrou seu primeiro triplo-duplo da carreira com 30 pontos, 10 rebotes, 11 assistências e 3 roubos de bola em uma vitória por 122-120 sobre o Denver Nuggets. Em 1º de fevereiro de 2024, Banchero foi nomeado para seu primeiro All-Star Game como reserva da Conferência Leste. Em 24 de fevereiro, Banchero marcou 15 pontos, incluindo um arremesso decisivo, em uma vitória por 112-109 sobre o Detroit Pistons.
Em 20 de abril, Banchero jogou sua primeira partida de pós temporada, registrando 24 pontos, 7 rebotes e 5 assistências, mas cometendo nove turnovers em uma derrota por 97-83 no Jogo 1 da Primeira Rodada contra o Cleveland Cavaliers. Com o Orlando Magic perdendo por 2-0 antes do Jogo 3, Banchero liderou o time a uma vitória dominante por 121-83 sobre o Cleveland, com uma performance de 31 pontos e 14 rebotes. No Jogo 5, ele marcou um recorde da carreira nos playoffs com 39 pontos, além de oito rebotes e quatro assistências, em uma derrota apertada por 104-103 para os Cavaliers. O Orlando acabou perdendo para o Cleveland em sete jogos, apesar dos 38 pontos e do recorde da carreira nos playoffs de 16 rebotes de Banchero na derrota por 106-94 no Jogo 7.

## Carreira na Seleção
Banchero é elegível para jogar pela seleção italiana e indicou sua vontade de representar em competições internacionais. Ele foi selecionado para a equipe de 24 jogadores do país para as eliminatórias do EuroBasket de 2022 em novembro de 2020; no entanto, ele não jogou.
Em junho de 2023, Banchero optou por jogar pela Seleção dos Estados Unidos na Copa do Mundo. Ele disse que sua mãe havia jogado pela equipe dos EUA, então sempre foi seu sonho. Gianni Petrucci, presidente da Federação Italiana de Basquete, descreveu a decisão de Banchero como uma "traição".

## Estatísticas da carreira

### NBA

#### Temporada Regular
| Ano      | Equipe   | PJ  | PT  | MPJ  | AP   | 3P   | LL   | RT  | AS  | BR  | TO  | PPJ  |
| -------- | -------- | --- | --- | ---- | ---- | ---- | ---- | --- | --- | --- | --- | ---- |
| 2022-23  | Orlando  | 72  | 72  | 33.8 | .427 | .298 | .738 | 6.9 | 3.7 | .8  | .5  | 20.0 |
| 2023-24  | Orlando  | 80  | 80  | 35.0 | .455 | .339 | .725 | 6.9 | 5.4 | .9  | .6  | 22.6 |
| Carreira | Carreira | 152 | 152 | 34.4 | .441 | .318 | .731 | 6.9 | 4.5 | .8  | .5  | 21.3 |
| All-Star | All-Star | 1   | 0   | 18.9 | .333 | .000 | —    | 9.0 | 5.0 | 0.0 | 0.0 | 6.0  |

#### Playoffs
| Ano  | Equipe  | PJ | PT | MPJ  | AP   | 3P   | LL   | RT  | AS  | BR  | TO  | PPJ  |
| ---- | ------- | -- | -- | ---- | ---- | ---- | ---- | --- | --- | --- | --- | ---- |
| 2024 | Orlando | 7  | 7  | 37.5 | .456 | .400 | .755 | 8.6 | 4.0 | 1.1 | 0.6 | 27.0 |

### Universidade
| Ano     | Equipe | PJ | PT | MPJ  | AP   | 3P   | LL   | RT  | AS  | BR  | TO  | PPJ  |
| ------- | ------ | -- | -- | ---- | ---- | ---- | ---- | --- | --- | --- | --- | ---- |
| 2021–22 | Duke   | 39 | 39 | 33.0 | .478 | .338 | .729 | 7.8 | 3.2 | 1.1 | 0.9 | 17.2 |

## Prêmios e Homenagens
- NBA
  - NBA All-Star: 2024
  - NBA Rookie of the Year: 2023
  - NBA All-Rookie Team:
    - Primeiro time: 2023

## Vida pessoal
A mãe de Banchero, Rhonda, jogou basquete universitário em Washington, saindo como a maior pontuadora de todos os tempos da universidade. Ela foi uma seleção da terceira rodada no draft da WNBA de 2000 e jogou profissionalmente na American Basketball League e no exterior, antes de se tornar uma treinadora de basquete na Holy Names Academy em Seattle. O pai de Banchero, Mario, e seu tio jogaram futebol americano universitário na Universidade de Washington. Seus pais se conheceram enquanto frequentavam a universidade.
O primo paterno de Banchero, Chris Banchero, também é jogador profissional de basquete nas Filipinas. Ambos ganharam títulos estaduais na O'Dea High School.
Na manhã de 14 de novembro de 2021, Banchero foi acusado de ajudar o companheiro de equipe de Duke, Michael Savarino, neto do técnico Mike Krzyzewski, que foi preso sob a acusação de Dirigir sob o efeito do álcool.
Em 8 de maio de 2022, Banchero compareceu ao Grande Prêmio de Miami no Miami Gardens, onde foi entrevistado por engano pela lenda do Sky Sports, Martin Brundle, acreditando que ele era Patrick Mahomes.

Banchero tem uma condição rara que faz com que ele perca 3 kg de suor a cada jogo, o que leva a cãibras e prejudica seu desempenho durante as partidas.